# Andrea Mongelli
Andrea Mongelli (Bari, 16 dicembre 1901 – Roma, 12 febbraio 1970) è stato un basso italiano.

## Biografia
Basso dalla voce "potente dal timbro caldo e baritonale e uno stile impareggiabile dell'attore", attivo anche come baritono nella seconda parte della sua carriera, esordì al Teatro Petruzzelli di Bari nel 1918, nella zarzuela La gran vía di Joaquín Valverde Durán e Federico Chueca  (e fu proprio al teatro barese che Mongelli nel 1955 diede la sua 7081ª recita). 
Nel 1922 debuttò a Lecce nel ruolo di Mefistofele ottenendo consensi entusiastici da parte della critica e del pubblico.
Nel novembre 1926 a Filadelfia è Ramfis in Aida.
Fu protagonista per oltre un ventennio anche al Teatro dell'Opera di Roma dove debuttò nel 1928 nel ruolo di Zuniga nella Carmen con Miguel Fleta e Benvenuto Franci seguito da Raimondo in Lucia di Lammermoor diretto da Gino Marinuzzi (1882-1945) con Toti Dal Monte, Fleta e Riccardo Stracciari,il conte Rodolfo ne La sonnambula diretto da Marinuzzi con la Dal Monte e Tito Schipa e Ramfis in Aida diretto da Marinuzzi con Fanny Anitúa e Franci.
Nel 1932 al Teatro alla Scala di Milano è il vescovo nella prima assoluta di Palla de' Mozzi di Marinuzzi con Gilda Dalla Rizza, Galliano Masini, Giuseppe Nessi, Franci ed Aristide Baracchi.
Nel 1937 al Teatro Donizetti di Bergamo è Dimo nella prima assoluta di Maria d'Alessandria di Giorgio Federico Ghedini con Nessi, Antenore Reali e Baracchi e Raimondo in Lucia di Lammermoor con Lina Aimaro, Gino Del Signore, Giovanni Malipiero, Angelo Mercuriali e Gino Bechi.
Nella stagione 1939 a Roma diretto da Tullio Serafin è Wotan ne L'oro del Reno con Nessi e Giulio Neri e ne La Valchiria con Giuseppina Cobelli e Neri, al Parco del Valentino di Torino diretto da Serafin , Carbon in Cyrano de Bergerac (opera) con Magda Olivero, Antonio Melandri, Mercuriali ed Afro Poli, Colline ne La bohème con Mafalda Favero, Malipiero e Poli, alle Terme di Caracalla Ramfis in Aida diretto da Oliviero De Fabritiis con Iva Pacetti, Ebe Stignani, Beniamino Gigli e Bechi e si esibì al Teatro Regio di Parma nel ruolo di Méphistophélès nel Faust di Charles Gounod diretto da Antonino Votto con la Olivero, Bruno Landi (tenore), Enzo Mascherini e Baracchi, che la critica del tempo definì "da manuale".
Nel 1942 fu scritturato in diversi teatri mitteleuropei, a Praga, Bonn, Stoccarda, Norimberga, Dortmund, Essen, Budapest, Magdeburgo, Cottbus, dove interpretò il ruolo di Don Magnifico ne La Cenerentola. Fu attivo nei maggiori teatri internazionali oltre che in Europa, numerose furono le sue presenze in America del Nord, in Sudamerica e in Australia. I due ruoli che Mongelli rappresentò con maggiore successo sulla scena furono quelli di Don Basilio e Mefistofele. Cantò con i più grandi cantanti del periodo come Maria Callas, Renata Tebaldi, Renata Scotto, Beniamino Gigli, Giacomo Lauri-Volpi, Franco Corelli, Ferruccio Tagliavini, Fedora Barbieri, Giulietta Simionato, Ettore Bastianini. Mongelli fu protagonista negli anni quaranta nel repertorio wagneriano eseguito in lingua italiana. Nella seconda parte della carriera interpretò diversi ruoli in opere italiane di compositori del Novecento, come Franco Alfano, Roffredo Caetani e Felice Lattuada. Morì a Roma in seguito a crisi cardiaca.

## Repertorio
- Vincenzo Bellini
  - I puritani (Lord Gualtiero)
  - La sonnambula (Conte Rodolfo)
- Gioachino Rossini
  - Il barbiere di Siviglia (Don Basilio)
  - La Cenerentola (Don Magnifico)
  - L'assedio di Corinto (Maometto II)
  - Guglielmo Tell (Gualtiero)
- Gaetano Donizetti
  - Lucia di Lammermoor (Raimondo)
  - L'elisir d'amore (Dulcamara)
  - Don Pasquale (Don Pasquale)
- Giuseppe Verdi
  - Aida (Ramfis)
  - Ernani (Jago)
  - Il trovatore (Ferrando)
  - Rigoletto (Sparafucile)
  - Nabucco (Zaccaria)
  - La forza del destino (Padre guardiano)
  - La traviata (Giorgio Germont)
  - Don Carlo (Filippo II)
  - La battaglia di Legnano (Barbarossa)
- Arrigo Boito
  - Mefistofele (Mefistofele)
  - Nerone (Simon Mago)
- Charles Gounod
  - Faust (Méphistophélès)
- Georges Bizet
  - Carmen (Zuniga e Escamillo)
- Richard Wagner
  - L'oro del Reno (Wotan)
  - La valchiria (Wotan)
  - Tristano e Isotta (Re Marke)
  - Sigfrido (Viandante)
  - Lohengrin (Enrico)
- Giacomo Puccini
  - La bohème (Schaunard e Colline)
  - Tosca (Scarpia)
  - La fanciulla del West (Rance)
- Pietro Mascagni
  - Guglielmo Ratcliff (Tom)
  - Il piccolo Marat (L'Orco)
- Amilcare Ponchielli
  - La Gioconda (Alvise)
- Franco Alfano
  - Cyrano de Bergerac (Carbon)
- Giorgio Federico Ghedini
  - Maria d'Alessandria (Dimo)
- Nikolaj Andreevič Rimskij-Korsakov
  - Il gallo d'oro (Zar Dodon)
- Bedřich Smetana
  - La sposa venduta (Kecal)
- Darius Milhaud
  - Cristoforo Colombo (Re di Spagna)
- Roffredo Caetani
  - L'isola del sole (Bartolomeo)
- Felice Lattuada
  - Don Giovanni (Don Gonzalo)
- Egisto Carducci
  - Amore sotto chiave (Don Felice)

## Discografia
- Puccini: La Fanciulla del West - Birgit Nilsson/Andrea Mongelli/Chorus & Orchestra of La Scala, Milan/Lovro von Matačić, Discover